# Пјеве Саличето (Ређо Емилија)
Пјеве Саличето је насеље у Италији у округу Ређо Емилија, региону Емилија-Ромања.
Према процени из 2011. у насељу је живело 721 становника. Насеље се налази на надморској висини од 20 м.